# Исрафилов, Абас Исламович
Исрафи́лов Аба́с Исла́мович (28 сентября 1960, Дербентский район, Дагестанская АССР — 26 октября 1981, Афганистан) — Герой Советского Союза, заместитель командира инженерно-сапёрного взвода 357-го гвардейского парашютно-десантного полка 103-й гвардейской воздушно-десантной дивизии в составе 40-й армии Ограниченного контингента советских войск в Афганистане, гвардии сержант .

## Семья
Отец Ислам Абасович Исрафилов (1916 г. р.) был артиллеристом, участвовал в освобождении от немецко-фашистских захватчиков Киева, Львова, Кракова и во взятии Берлина. За боевые подвиги он был награждён двумя орденами Славы, медалями «За отвагу», «За взятие Берлина», «За победу над Германией» и другими. Мать Селимат Исрафилова, как и отец, работала на белиджинском консервном заводе.

## Биография и служба в Афганистане
Абас Исламович Исрафилов родился 28 сентября 1960 года в посёлке Белиджи Дербентского района Дагестана. Лезгин.
- 1975 год — окончил восьмой класс и поступил в Дербентское профессионально-техническое училище № 16, после окончания которого стал работать маляром и штукатуром.
- 1980 год — с группой молодых строителей-комсомольцев командирован в Москву на строительство «олимпийской деревни». В этом же году призван в армию и направлен в Литву[1] в учебную часть воздушно-десантных войск[2].
- май 1980 года — подразделение, в котором Исрафилов А. И. проходил военную подготовку, из Минска на самолётах перебросили в Афганистан.
- 1980—1981 годы — проходил службу в составе ограниченного контингента советских войск в Афганистане — был заместителем командира инженерно-сапёрного взвода 357-го гвардейского парашютно-десантного полка (103-я гвардейская воздушно-десантная дивизия). В ряде боевых рейдов и операций гвардии сержант Исрафилов А. И., исполняя обязанности командира сапёрного взвода, обеспечивал инженерную разведку колонных путей.

Из представления к званию Героя Советского Союза гвардии сержанта А. И. Исрафилова:
« С мая 1980 года — 26 октября 1981 год — гвардии сержант Абас Исрафилов как командир сапёрного взвода, участвовал во многих боевых рейдах и операциях, обеспечивая инженерную разведку. Сапёрный взвод Исрафилова А. И. с апреля по сентябрь 1981 года обезвредил 139 мин и 51 фугас, уничтожил два склада с боеприпасами и склад с медикаментами противника. Лично Абас Исрафилов обезвредил 76 мин и 42 фугаса. При проведении операции в районе населённого пункта Алишанг провинции Лагман была обнаружена крупная группировка моджахедов. Сапёрный взвод Абаса Исрафилова производил расчистку дорог от мин для продвижения бронегруппы, обеспечивающей стрелков. Под интенсивным огнём противника Абас обнаружил ещё два фугаса и во время обезвреживания второго был смертельно ранен разрывной пулей в живот, но продолжал руководить работой подчинённых до тех пор, пока не потерял сознания».
Скончался от полученных в бою ран 26 октября 1981 года.

## Звание Герой Советского Союза
Указом Президиума Верховного Совета СССР от 28 декабря 1990 года за мужество и героизм, проявленные при выполнении интернационального долга в Республике Афганистан, гвардии сержанту Исрафилову Абасу Исламовичу присвоено звание Герой Советского Союза (посмертно).

## Награды
- Медаль «Золотая Звезда» № 11639 (26.12.1990, посмертно);
- орден Ленина (26.12.1990, посмертно);
- орден Красного Знамени;
- медаль «За отвагу».

## Память
Именем Героя Советского Союза А. И. Исрафилова на его родине в посёлке Белиджи Дербентского района Дагестана названы улица и средняя школа. В городе Дербенте парк им.А.Исрафилова